# Панаев, Иван Иванович
Ива́н Ива́нович Пана́ев (15 [27] марта 1812, Санкт-Петербург — 18 февраля [2 марта] 1862, там же) — русский писатель, литературный критик, журналист, мемуарист, публицист. Муж Авдотьи Яковлевны Брянской.

## Биография
Родился в дворянской семье; внук своего полного тёзки прокурора И. И. Панаева; племянник поэта В. И. Панаева. Образование получил в Благородном пансионе при Санкт-Петербургском университете (1830). До 1845 года состоял на казённой службе.
Печатался с 1834 года. Панаев умер 18 февраля (2 марта) 1862 года от разрыва сердца на руках у своей жены Авдотьи Яковлевны. Похоронен на Фарфоровском кладбище. В середине 1930-х гг. останки перезахоронены на Литераторских мостках.
- до 1847 — Дом Лопатина, Невский проспект, 68;
- 1847—1857 — дом княгини Урусовой — набережная реки Фонтанки, 19;
- 1857 — 18.02.1862 года — дом А. А. Краевского — Литейный проспект, 36.

## Художественные произведения
На литературное поприще Панаев выступил в 1834 году рядом повестей, в которых явился подражателем Бестужева-Марлинского («Спальня светской женщины», «Белая горячка» и др.). Во второй половине 1830-х гг. Панаев часто ездил в Москву, где познакомился с тамошними литераторами и особенно близко сошёлся с В. Г. Белинским, который при его посредстве приглашён был А. А. Краевским заведовать критическим отделом «Отечественных записок».
Под влиянием Белинского Панаев, постоянно печатавшийся в «Отечественных записках», отрешился от мелодраматической манеры Марлинского. В повестях, написанных около 1840 года («Прекрасный человек» и др.), замечается поворот на путь реалистического творчества, и оно тесно связано с фельетонной традицией.
К зрелому периоду его творчества относятся «Маменькин сынок» (1845), «Родственники» (1847), «Встреча на станции» (1847), «Львы в провинции» (единственный большой роман Панаева, появившийся отдельной книгой, 1852), «Хлыщи» (1856) и, наконец, повесть из петербургских воспоминаний «Внук русского миллионера» (1858). По суждению персоналии ЭСБЕ, «Панаеву, писательский темперамент которого отличался женственной мягкостью, не удавались цельные образы и сильные характеры, но он дал ряд живых лиц, много эффектных и драматических сцен, наряду со сценами, полными неподдельного юмора».
Характерной особенностью прозы Панаева является наличие прототипов. Иногда образ собирателен, и можно говорить о наличии двух или нескольких прототипов. Например, в героях повести "Великосветский хлыщ" угадываются Н. А. Майков, семейство Аксаковых (С. Т. Аксаков, И. С. Аксаков, К. С. Аксаков), М. С. Щепкин, Н. В. Гоголь. Схожим образом «Родственники. Нравственная повесть» содержит поверхностное и карикатурное изображение людей, испытавших влияние философских кружков 1830-х гг., в частности кружка Н. В. Станкевича, хотя типологически сближается с произведениями о т. н. «лишних людях» (Н. А. Некрасов, поэма «Саша»; Станкевич А. В., повесть «Идеалист»; Тургенев И. С., роман «Рудин», рассказ «Гамлет Щигровского уезда»). Повесть вызвала резкое осуждение В. Г. Белинского, назвавшего ее «подлейшей во всех отношениях».
Особенно выделяются женские характеры Панаева, который любил доказывать превосходство русской женщины над разными помещичьими маменькими сынками, купеческими внуками, хлыщами и великосветскими львами и один раз даже (в повести «Родственники») — над 23-летним «Гамлетиком». При этом героинь своих Панаев брал из чиновничьих, купеческих и помещичьих кругов, но не из великосветских.

## Журнальная деятельность

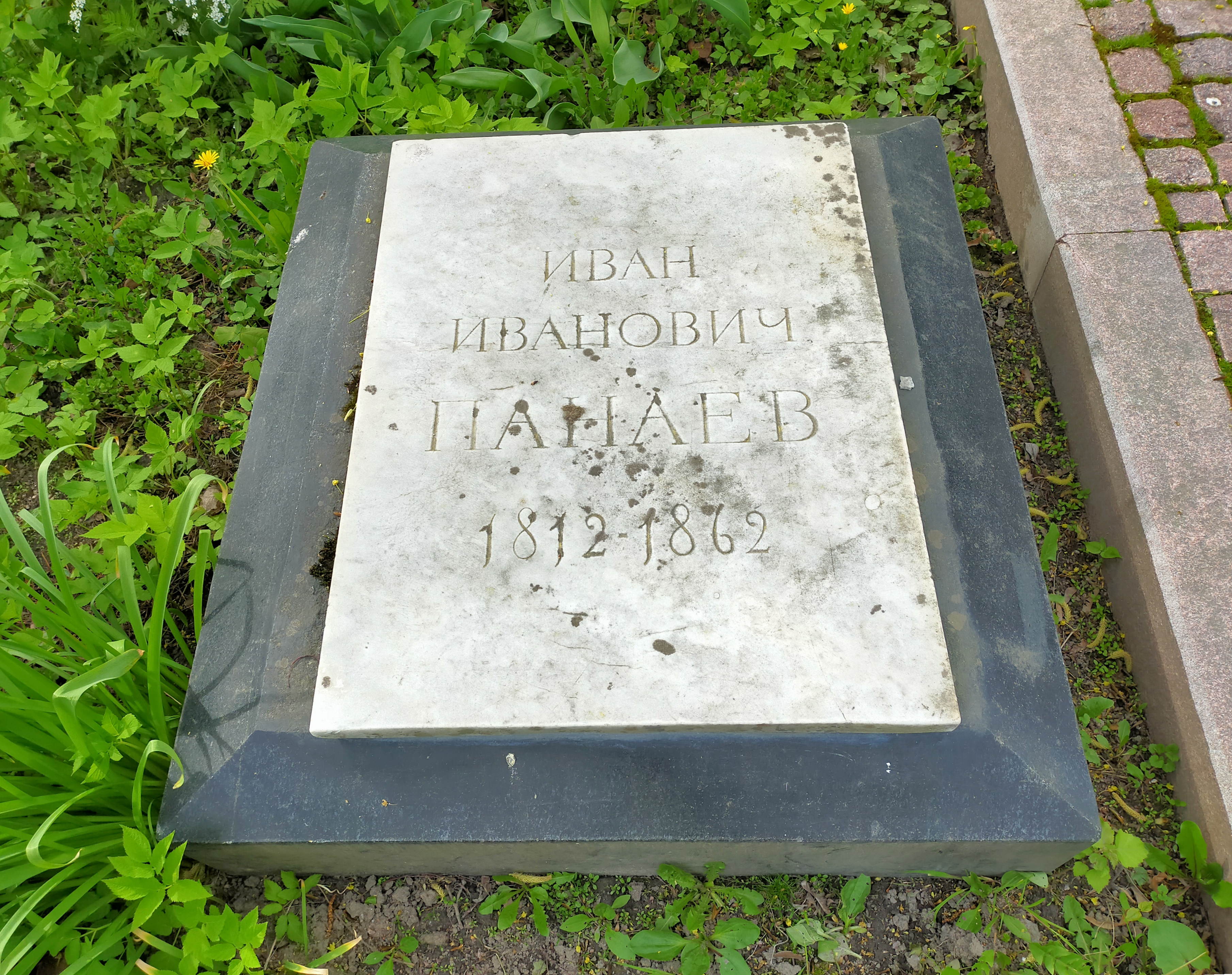
Надгробие И. И. Панаева на Литераторских мостках

Более крупное значение в истории русской литературы Панаев имеет как журнальный деятель.
В 1847 году вместе с Некрасовым Панаев возродил «Современник». Они сумели привлечь лучшие литературные силы к участию в этом журнале, который стоял во главе умственного движения в одну из наиболее бурных эпох русской общественной жизни. В «Современнике» Панаев под псевдонимом «Новый поэт» писал ежемесячные остроумные фельетоны, сначала критические, потом о петербургской жизни. Под этим же псевдонимом Панаев издал сборник своих стихотворений-пародий (СПб., 1859).
Среди характерных типажей, описанных Панаевым — содержанки.
Незадолго перед смертью Панаев напечатал свои известные воспоминания о встречах с писателями, давшие ценный материал для изучения русской литературы 1830-х и 1840-х годов.

## Память
В честь писателя назван переулок Панаева в Ломоносове.

## Сочинения
- Полное собрание сочинений. Т. 1—6. — СПб., 1888—1889.
- Собрание сочинений. Т. 1—6. — М., 1912.
- Сочинения. Т. 1—4. — СПб., 1860.
- Литературные воспоминания. — Л., 1928.
- Литературные воспоминания. — М., 1950.
- Избранные произведения. — М., 1962.
- Повести, очерки. — М., 1986.
- Сочинения. — Л., 1987.
- Избранная проза. — М., 1988.
- Литературные воспоминания. — М., 1988.